# Els casos del Departament Q
Els casos del Departament Q (títol original en danès, Afdeling Q) és una sèrie de pel·lícules noir daneses, basada en les novel·les policials de l'autor danès Jussi Adler-Olsen.
Les quatre primeres pel·lícules van ser produïdes per Peter Aalbæk Jensen i Louise Vesth a través de Zentropa, però malgrat el seu èxit comercial i de crítica, l'autor Jussi Adler-Olsen no estava satisfet amb els resultats i el càsting, sentint que les pel·lícules i els personatges s'allunyaven massa de les seves novel·les i que els seus suggeriments estaven sent ignorats. Nordisk Film (que ja havia distribuït les pel·lícules anteriors a Dinamarca) i el productor Mikael Rieks va prendre el relleu per a la resta de la sèrie, amb tots els papers recurrents reformulats.
Com a mínim tres de les pel·lícules s'han subtitulat en català (Expedient 64, Sense límits i L'Efecte Marcus), i com a mínim dues també s'han doblat al català (Sense límits i L'Efecte Marcus).
Escrites originalment en danès, les novel·les s'han traduït a nombrosos idiomes, com ara anglès, búlgar, xinès, croat, txec, holandès, estonià, finès, francès, alemany, grec, hebreu, hongarès, islandès, italià, japonès, letó, lituà, macedoni, noruec, polonès, portuguès, romanès, rus, eslovac, eslovè, espanyol, suec, turc i vietnamita.

## Llista
| Novel·la         | Any  | Adaptació cinematogràfica | Any  |
| ---------------- | ---- | ------------------------- | ---- |
| Kvinden i buret  | 2007 | Misericòrdia              | 2013 |
| Fasandræberne    | 2008 | Profanació                | 2014 |
| Flaskepost fra P | 2009 | Redempció                 | 2016 |
| Journal 64       | 2010 | Expedient 64              | 2018 |
| Marco Effekten   | 2012 | L'Efecte Marcus           | 2021 |
| Den Grænseløse   | 2014 | Sense límits              | 2024 |
| Selfies          | 2016 |                           |      |
| Oferta 2117      | 2019 |                           |      |
| Clorur de natri  | 2021 |                           |      |